# János Martinek
János Martinek (* 23. Mai 1965 in Budapest) ist ein ehemaliger ungarischer Moderner Fünfkämpfer, der 1988 Olympiasieger in der Einzel- und in der Mannschaftswertung wurde.
Martinek wurde mit der Mannschaft von Honvéd Budapest 1986 erstmals ungarischer Mannschaftsmeister, 1987 gewann er zusätzlich auch die Einzelwertung. Bei der Weltmeisterschaft 1987 gewann er zusammen mit László Fábián und Attila Mizsér den Titel in der Mannschaftswertung, in der Einzelwertung kam er auf Rang 14. 
Bei den Olympischen Spielen 1988 in Seoul wurde er im Reiten Fünfter und im Fechten unterlag er nur gegen László Fábián. Nachdem Martinek Sechstschnellster Läufer wurde, hatte er am Schluss mit 5404 Punkten 25 Punkte Vorsprung auf den Italiener Carlo Massullo. Zusammen mit Fábián und Mizsér gewann er auch die Mannschaftswertung mit deutlichem Vorsprung auf die Italiener.
1989 verteidigte Martinek zusammen mit Fábián und Mizsér den Titel des Mannschaftsweltmeisters. 1994 gelang Martinek ein weiterer Titelgewinn im 1989 eingeführten Staffelwettbewerb. Bei dieser Weltmeisterschaft erkämpfte Martinek als Dritter auch seine einzige Einzelmedaille bei einer Weltmeisterschaft.
1996 wurde erstmals in der olympischen Geschichte der Moderne Fünfkampf an einem Tag ausgetragen, Martinek konnte dank guter Leistungen im Fechten und Reiten trotz einer schwächeren Laufleistung die Bronzemedaille gewinnen. 
1998 gewann Martinek zum siebten und letzten Mal die ungarische Meisterschaft in der Mannschaftswertung, insgesamt hat der gelernte Sportlehrer in seiner Karriere neun ungarische Meistertitel erkämpft.